# Midtals Friskole
Midtals Friskole var en friskole i den lille landsby Helved nord for Fynshav, Sønderborg Kommune. Skolen var prøve- og karakterfri fra børnehaveklasse til og med 9. klasse.
Skolen blev oprettet i 1979 i de bygninger som tidligere husede den gamle landsbyskole, og lukkede 30.9. 2022 som følge af faldende elevtal.